# کالتننگرس
کالتننگرس (به آلمانی: Kaltenengers) یک شهر در آلمان است که در ماین-کبلنتس واقع شده‌است. کالتننگرس ۲٬۰۹۳ نفر جمعیت دارد.